# 鄂尔浑突厥语
鄂尔浑突厥语（Göktürk）是古突厥语的第一阶段，是回鹘语之前最古老的有书面形式的突厥语。它是用于书写鄂尔浑碑铭和叶尼塞碑铭的语言。

## 词汇
鄂尔浑突厥语中，大部分词汇都有突厥语词源。此外，还有一些来自粟特语和汉语的词。Mehmet Ölmez称，鄂尔浑突厥语有约20%的词汇来自周边的文化。
借词来自汉语、粟特语、蒙古语系和藏语支。鄂尔浑突厥语的词汇受粟特语影响较小，受汉语影响较大。回鹘语时期，粟特语借词成倍增加了，主要原因是回鹘人皈依了摩尼教。

## 音系
鄂尔浑突厥语是一种共同突厥语，也是d型突厥语，例如土耳其语：ayak；楚瓦什语：ура (ura)而古突厥语：𐰑𐰴 (adaq)），属于西伯利亚语支。鄂尔浑突厥语有时有长元音。

## 方言
突厥民族在5~8世纪间使用共同的文学语言，也存在一些差异。可以将鄂尔浑突厥语分为叶尼塞语和古典鄂尔浑语两种方言进行研究，它们都用突厥文字书写。

### 鄂尔浑碑铭
鄂尔浑河沿岸发现的大部分碑铭所用的语言被称作“鄂尔浑突厥语”。碑文内容有墓志，也有记录国事的，所以在专业使用方面很丰富。

### 叶尼塞柯尔克孜碑铭与方言
叶尼塞河沿岸碑铭所用的语言称作“叶尼塞柯尔克孜方言”。

#### 语音特征
叶尼塞碑铭中，e、i字母的位置时常发生变化，也见于b、m，g、k，ş、s，z、s之间，ı、i也发生过一次。

#### 形态特征[12]
叶尼塞碑铭中没有发现决定性的形态差距，也有一些不同点：
- 鄂尔浑碑铭中，方向格后缀-a/-e仅出现在领属后缀之后，而在叶尼塞碑铭中，则以-qa/-ke/-ğa/-ge的形式出现。

- 方位格的l、n有时带后缀-te/-ta，也有时是-de/-da。

- 过去时的开头不规则，有时用硬辅音，有时用软辅音。

### 其他用鄂尔浑突厥语写成的铭文

#### 塔拉斯碑铭
见于塔拉斯河、伊塞克湖和科奇科尔。一般用突厥字母的叶尼塞变体书写。据信，这些碑铭也是柯尔克孜人所写。
碑文中使用的语言同鄂尔浑、叶尼塞碑铭所用的相同。在叶尼塞柯尔克孜语的一些碑铭中，领属后缀形式为-ka。